# Omocrates karrooanus
Omocrates karrooanus är en skalbaggsart som beskrevs av Schein 1958. Omocrates karrooanus ingår i släktet Omocrates och familjen Melolonthidae. Inga underarter finns listade i Catalogue of Life.